# Jan Szambelańczyk (ekonomista)
Jan Szambelańczyk (ur. 1 kwietnia 1952 roku w Poznaniu) – polski ekonomista, profesor Uniwersytetu Ekonomicznego w Poznaniu, członek Rady Głównej Nauki i Szkolnictwa Wyższego oraz Rady Bankowego Funduszu Gwarancyjnego.

## Życiorys
Od początku swojej kariery związany z Uniwersytetem Ekonomicznym w Poznaniu. Studia magisterskie ukończył na Wydziale Ekonomiki Produkcji i Obrotu ówczesnej Akademii Ekonomicznej. W 1980 uzyskał stopień doktora nauk ekonomicznych, a w 1992 doktora habilitowanego. Od 2007 roku posiada tytuł profesora nauk ekonomicznych.
W latach 1975–1994 odbywał staże naukowe m.in. w Towarzystwie Maxa Plancka, London School of Economics, Uniwersytecie Erazma w Rotterdamie, Uniwersytecie w Aalborgu, Université de Bourgogne, Nottingham Trent University.
Od 2010 jest kierownikiem Katedry Pracy i Polityki Społecznej a od 2019 dyrektorem nowo utworzonego Instytutu Ekonomiczno-Społecznego. W tym samym roku został powołany jako członek pierwszej kadencji Rady Uczelni. W latach 1998–2014 kierował również Katedrą Bankowości i Rynku Kapitałowego Wyższej Szkoły Bankowej w Poznaniu.
Jego zainteresowania badawcze obejmują ekonomikę kształcenia zwłaszcza problemy szkolnictwa wyższego, zarządzanie zasobami ludzkimi, bankowość i systemy bankowe ze szczególnym uwzględnieniem sieci bezpieczeństwa finansowego. Jest autorem blisko 300 publikacji naukowych. Zaangażowany w kształcenie ekonomistów, wypromował 11 doktorów nauk ekonomicznych oraz ponad 200 magistrów i licencjatów.
Od początku procesu transformacji był zaangażowany w restrukturyzację polskiego systemu bankowego, zwłaszcza banków spółdzielczych. W latach 1991–1992 współpracował z Misją Banku Światowego ds. Restrukturyzacji Sektora Bankowości Spółdzielczej w Polsce. Był wiceprezesem Gospodarczego Banku Wielkopolski S.A. i przedstawicielem Krajowego Związku Banków Spółdzielczych w European Association of Cooperative Banks w Brukseli.
W latach 1995–2016 był siedmiokrotnie wybierany do Rady Bankowego Funduszu Gwarancyjnego. W 2007 był współzałożycielem Komitetu Nauk o Finansach PAN i przez dwie kadencje jego wiceprzewodniczącym. Od 2010 jest redaktorem naczelnym kwartalnika „Bezpieczny Bank”. W latach 2010–2021 był trzykrotnie wybierany na członka Rady Głównej Nauki i Szkolnictwa Wyższego. Jako ekspert ministerstwa współtworzył standard kształcenia na kierunku ekonomia.

## Wybrane publikacje naukowe
- Kulińska-Sadłocha, E., Marcinkowska, M., Szambelańczyk, J., (2021) The impact of pandemic risk on the activity of banks based on the Polish banking sector in the face of COVID-19. Bezpieczny Bank, 2(79), s. 31-59
- Szambelańczyk, J. (red.). (2011) Wyzwania regulacyjne wobec doświadczeń globalnego kryzysu finansowego. Warszawa: Wydawnictwo Szkoły Głównej Handlowej
- Szambeleńczyk, J. (2006). Banki spółdzielcze w Polsce w procesach zmian systemowych. Poznań: Wydawnictwo Akademii Ekonomicznej w Poznaniu
- Głuchowski, J., Szambelańczyk, J. (red.). (1999). Bankowość. Podręcznik dla studentów. Poznań: Wydawnictwo Wyższej Szkoły Bankowej
- Szambelańczyk, J. (1997). Zarządzanie bankiem spółdzielczym. Poznań: Wydawnictwo Wyższej Szkoły Bankowej w Poznaniu.
- Szambelańczyk, J. (1992). Przekształcenia struktur kwalifikacyjnych na regionalnym rynku pracy. Poznań: Wydawnictwo Akademii Ekonomicznej w Poznaniu
- Blossfeld, H., Szambelańczyk, J. (1989). Modele przekształceń struktury edukacyjno-zawodowych. Próba weryfikacji empirycznej. Ruch Prawniczy, Ekonomiczny i Socjologiczny, 51(4), s.291-312.